# Macrostylophora perplexa
Macrostylophora perplexa är en loppart som beskrevs av Beaucournu et Sountsov 1999. Macrostylophora perplexa ingår i släktet Macrostylophora och familjen fågelloppor. Inga underarter finns listade i Catalogue of Life.